# 천샤오바이
천샤오바이(陳少白, 진소백, 본명(本名)은 천사오먼(陳紹聞, 진소문), 1869년 7월 20일 ~ 1934년 12월 23일)는 청나라의 혁명운동가 겸 작가이며 중화민국의 저술가 겸 정치인이다. 사대구(四大寇) 중 한 명이다.

## 별칭
아명(兒名)은 천먼사오(陳聞紹, 진문소)이고 자(字)는 샤오바이(少白, 소백)이며 중문 필명(中文 筆名)은 천비(陳壁, 진벽)·천치스(陳夔石, 진기석)이고 일문 필명(日文 筆名)은 핫토리 지로(服部次郞, 복부차랑)이다.

## 생애
청나라 광둥성 신후이(지금의 중화인민공화국 광둥성 장먼 시 신후이 구)에서 출생하였고 지난날 한때 청나라 광둥성 장하이에서 잠시 유아기를 보낸 적이 있으며 쑨원(孫文) 前 중화민국 대통령의 동지(同志)이기도 한 그는 흥중회 혁명운동(興中會 革命運動)에 가담하면서 1898년에는 청나라 광둥성 광저우에 거주하였고 1900년 홍콩에 거주하고 있다가 같은 해 1900년 청나라 광둥성 후이저우 삼주전 봉기에 참여하였고 이후 1905년 청나라 장쑤성 상하이에 거주하였으며 이듬해 1906년 일본 오사카에 건너가 거주하다가 1911년 신해혁명(辛亥革命)이 일어난 이듬해 1912년 청나라가 멸망하며 중화민국이 성립되자 고국에 귀국하였고 이후 중국국민당 고문을 지내며 저술가로 활동하였다.

## 학력
- 청 광둥 성 광저우 거즈 서원(淸 廣東省 廣州 格致書院) 중퇴
- 홍콩 의학교(香港醫學校) 중퇴
- 중화민국 국민당 전수훈련학교(中華民國 國民黨 傳受訓鍊學校) 1기(1920년)

## 인간 관계
그는 청년 시절부터 쑹자수(宋嘉樹), 여우례(尤列), 쑨원(孫文), 양허링(楊鶴齡), 루하오둥(陸皓東), 관징량(關景良)과 절친한 친구 관계였다.